# Willi Holdorf
Willi Holdorf (17. února 1940, Blomesche Wildnis – 5. července 2020 Achterwehr) byl německý atlet, olympijský vítěz v desetiboji.

## Sportovní kariéra
Na olympiádě v Tokiu v roce 1964 startoval ve společném týmu Německa (kde byli závodníci ze SRN a NDR). Zvítězil zde v soutěži desetibojařů, získal rovněž titul Sportovec roku SRN. Po skončení sportovní kariéry působil jako atletický a fotbalový trenér.